# Вырбешница
Вырбешница (болг. Върбешница) — село в Болгарии. Находится в Врачанской области, входит в общину Мездра. Население составляет 390 человек.

## Политическая ситуация
В местном кметстве Вырбешница, в состав которого входит Вырбешница, должность кмета (старосты) исполняет Юри Тодоров Николов (Болгарская социалистическая партия (БСП)) по результатам выборов.
Кмет (мэр) общины Мездра — Иван Аспарухов Цанов (независимый) по результатам выборов.